# Pardina
Pardina là một xã thuộc hạt Tulcea, România. Dân số thời điểm năm 2002 là 712 người.